# Beekgraaf
De Beekgraaf is een beek in de Noord-Brabantse gemeente Meierijstad. De Beekgraaf is een zijtak van rivier de Aa.
De Beekgraaf ontspringt ter hoogte van de voormalige gemeentegrens tussen Veghel en Erp en stroomt vervolgens in noordwestelijke en oostelijke richting om op de gemeentegrens tussen Meierijstad en Bernheze uit te monden in de Aa.
De Beekgraaf is een smalle beek, die in het verleden meerdere malen verlegd is geweest. Het meanderende gedeelte tussen 't Ven en de Aa werd in de jaren 70 rechtgetrokken. De Beekgraaf stroomt door het waterwingebied Blankenburg en Melven en vormt de afvoer voor verschillende loopjes en slootjes in Mariaheide en de Veghelse wijken de Bunders en 't Ven. De beek speelt dusdanig een belangrijke rol in de waterhuishouding. De gemeente Veghel heeft de beek in 2005 de functie van ecologische verbindingszone toegekend. Doel is om de beek weer tot een geschikt woongebied te maken voor soorten als de kamsalamander, boomklever en glanskop.